# بوژانسه
بوژانسه (به فرانسوی: Buzançais) یک کمون در فرانسه است که در اندر واقع شده‌است. بوژانسه ۵۸٫۶۴ کیلومتر مربع مساحت و ۴٬۵۰۱ نفر جمعیت دارد و ۱۱۲ متر بالاتر از سطح دریا واقع شده‌است.

## خواهرخوانده
شهر Merate خواهرخواندهٔ بوژانسه هست.